# Aethes triangulana
Aethes triangulana es una especie de polilla del género Aethes, categorizada en la tribu Cochylini, de la subfamilia Tortricinae.

## Distribución
Se distribuye por Alemania.

## Taxonomía
Fue descrita por Treitschke en 1835 y publicada en (Tortrix), Schmett. Eur. 10 (3): 73.